# James Mofokeng
James Mofokeng (Sebokeng, 2 juli 1992) is een Zuid-Afrikaans voetballer die doorgaans als centrale verdediger speelt. In 2015 verruilde hij Ajax Cape Town voor Cape Town All Stars.